# Marcantonio IV Borghese
Marcantonio IV Borghese, V principe di Sulmona (Roma, 14 settembre 1730 – Roma, 18 marzo 1800), è stato un nobile e politico italiano.
Fu padre di Camillo Filippo Ludovico Borghese, marito della famosa Paolina Bonaparte, sorella di Napoleone.

## Biografia

### Infanzia
Marcantonio nacque a Roma il 14 settembre 1730, figlio di Camillo Borghese, IV principe di Sulmona, e di sua moglie, la principessa Agnese Colonna di Paliano.

### Matrimonio
Marcantonio sposò a Roma il 1° maggio 1768 la principessa Anna Maria Salviati (9 ottobre 1752 - 29 giugno 1809), figlia di Averardo Saviati, VII duca di Giuliano e di sua moglie, la principessa Maria Cristina Lante Montefeltro della Rovere.

### Principe di Sulmona
Come suo padre, sin da giovane si dedicò, grazie all'ingente patrimonio di famiglia, ai piaceri della vita dell'aristocrazia romana del XVIII secolo, ma dal 1763 quando prese le redini della famiglia dopo la morte del genitore, impegnò la maggior parte del proprio capitale per riparare alla collezione di famiglia parzialmente dispersa da suo padre e nel contempo patrocinò nuovi artisti ed opere: si dedicò al rinnovo completo di Villa Borghese a Roma facendovi costruire una cappella annessa, la Fontana dei Cavalli Marini, il giardino attorno al laghetto centrale del parco ed allestendovi addirittura un museo per raccogliere, conservare e studiare gli antichi reperti ritrovati nei suoi terreni presso il sito archeologico di Gabi, appena fuori Roma.
Per coprire queste spese risultò fondamentale il ricco patrimonio costituito dalla dote della moglie, la principessa Anna Maria Salviati, che come ultima erede della casata portò al marito anche tutti i titoli ed i beni di quest'ultima.

### Ultimi anni e morte
Durante gli anni della Repubblica Romana (1798-1799), aderì alla causa francese e venne nominato da Napoleone al ruolo di senatore per il Dipartimento del Clitunno.
Morì a Roma il 18 marzo 1800.

## Discendenza
Marcantonio Borghese e la principessa Anna Maria Salviati ebbero:
- Cornelio Gaspare (n. 13 - m. 17 gennaio 1770)[1];
- Camillo (1775-1832), VI principe di Sulmona, duca di Guastalla, sposò Paolina Bonaparte;
- Francesco (1776-1839), VII principe di Sulmona, sposò la duchessa Adele de La Rochefoucauld.

## Ascendenza
|                                                   |                                                          |                                                                               | Genitori                                                                           |  |  | Nonni |  |  | Bisnonni                                           |  |  | Trisnonni      |  |
|                                                   |                                                          |                                                                               |                                                                                    |  |  |       |  |  | Giovanni Battista Borghese, II principe di Sulmona |  |  | Paolo Borghese |  |
|                                                   |                                                          |                                                                               |                                                                                    |  |  |       |  |  | Giovanni Battista Borghese, II principe di Sulmona |  |  | Paolo Borghese |  |
|                                                   |                                                          | Olimpia Aldobrandini, III principessa di Meldola                              |                                                                                    |  |  |       |  |  | Giovanni Battista Borghese, II principe di Sulmona |  |  |                |  |
| Marcantonio III Borghese, III principe di Sulmona |                                                          |                                                                               |                                                                                    |  |  |       |  |  | Giovanni Battista Borghese, II principe di Sulmona |  |  |                |  |
|                                                   |                                                          | Eleonora Boncompagni                                                          | Ugo Boncompagni, IV duca di Sora                                                   |  |  |       |  |  |                                                    |  |  |                |  |
|                                                   |                                                          | Eleonora Boncompagni                                                          | Ugo Boncompagni, IV duca di Sora                                                   |  |  |       |  |  |                                                    |  |  |                |  |
|                                                   |                                                          | Eleonora Boncompagni                                                          | Maria Ruffo                                                                        |  |  |       |  |  |                                                    |  |  |                |  |
| Camillo Borghese, IV principe di Sulmona          |                                                          | Eleonora Boncompagni                                                          |                                                                                    |  |  |       |  |  |                                                    |  |  |                |  |
|                                                   |                                                          | Carlo Spinola, principe di Sant'Angelo                                        | Andrea Spinola, doge di Genova                                                     |  |  |       |  |  |                                                    |  |  |                |  |
|                                                   |                                                          | Carlo Spinola, principe di Sant'Angelo                                        | Andrea Spinola, doge di Genova                                                     |  |  |       |  |  |                                                    |  |  |                |  |
|                                                   |                                                          | Carlo Spinola, principe di Sant'Angelo                                        | Cecilia Spinola                                                                    |  |  |       |  |  |                                                    |  |  |                |  |
| Livia Spinola                                     |                                                          | Carlo Spinola, principe di Sant'Angelo                                        |                                                                                    |  |  |       |  |  |                                                    |  |  |                |  |
|                                                   |                                                          | Violante Spinola                                                              | Filippo Spinola                                                                    |  |  |       |  |  |                                                    |  |  |                |  |
|                                                   |                                                          | Violante Spinola                                                              | Filippo Spinola                                                                    |  |  |       |  |  |                                                    |  |  |                |  |
|                                                   |                                                          | Violante Spinola                                                              | Livia Centurione                                                                   |  |  |       |  |  |                                                    |  |  |                |  |
| Marcantonio IV Borghese, V principe di Sulmona    |                                                          | Violante Spinola                                                              |                                                                                    |  |  |       |  |  |                                                    |  |  |                |  |
|                                                   | Lorenzo Onofrio Colonna, VIII principe e duca di Paliano | Marcantonio V Colonna, VII principe e duca di Paliano                         |                                                                                    |  |  |       |  |  |                                                    |  |  |                |  |
|                                                   | Lorenzo Onofrio Colonna, VIII principe e duca di Paliano | Marcantonio V Colonna, VII principe e duca di Paliano                         |                                                                                    |  |  |       |  |  |                                                    |  |  |                |  |
|                                                   | Lorenzo Onofrio Colonna, VIII principe e duca di Paliano | Isabella Gioeni                                                               |                                                                                    |  |  |       |  |  |                                                    |  |  |                |  |
| Filippo II Colonna, IX principe e duca di Paliano | Lorenzo Onofrio Colonna, VIII principe e duca di Paliano |                                                                               |                                                                                    |  |  |       |  |  |                                                    |  |  |                |  |
|                                                   |                                                          | Maria Mancini                                                                 | Lorenzo Mancini                                                                    |  |  |       |  |  |                                                    |  |  |                |  |
|                                                   |                                                          | Maria Mancini                                                                 | Lorenzo Mancini                                                                    |  |  |       |  |  |                                                    |  |  |                |  |
|                                                   |                                                          | Maria Mancini                                                                 | Girolama Mazzarini                                                                 |  |  |       |  |  |                                                    |  |  |                |  |
| Agnese Colonna di Paliano                         |                                                          | Maria Mancini                                                                 |                                                                                    |  |  |       |  |  |                                                    |  |  |                |  |
|                                                   |                                                          | Giovanni Battista Pamphili, II principe di San Martino al Cimino e Valmontone | Camillo Francesco Maria Pamphili, I principe di San Martino al Cimino e Valmontone |  |  |       |  |  |                                                    |  |  |                |  |
|                                                   |                                                          | Giovanni Battista Pamphili, II principe di San Martino al Cimino e Valmontone | Camillo Francesco Maria Pamphili, I principe di San Martino al Cimino e Valmontone |  |  |       |  |  |                                                    |  |  |                |  |
|                                                   |                                                          | Giovanni Battista Pamphili, II principe di San Martino al Cimino e Valmontone | Olimpia Aldobrandini                                                               |  |  |       |  |  |                                                    |  |  |                |  |
| Olimpia Pamphilj                                  |                                                          | Giovanni Battista Pamphili, II principe di San Martino al Cimino e Valmontone |                                                                                    |  |  |       |  |  |                                                    |  |  |                |  |
|                                                   |                                                          | Violante Facchinetti                                                          | Innocenzo Facchinetti, III marchese di Vianino                                     |  |  |       |  |  |                                                    |  |  |                |  |
|                                                   |                                                          | Violante Facchinetti                                                          | Innocenzo Facchinetti, III marchese di Vianino                                     |  |  |       |  |  |                                                    |  |  |                |  |
|                                                   |                                                          | Violante Facchinetti                                                          | Ippolita Albergati-Capacelli                                                       |  |  |       |  |  |                                                    |  |  |                |  |
|                                                   |                                                          | Violante Facchinetti                                                          |                                                                                    |  |  |       |  |  |                                                    |  |  |                |  |